# Asentamiento Quebrada Maní
Quebrada Maní es un importante yacimiento arqueológico descubierto en 2011. Es la primera evidencia de un asentamiento humano del pleistoceno tardío en el Desierto de Atacama. El sitio se ubica a 1240 m s. n. m. en el sector de la Pampa del Tamarugal de la Región de Tarapacá, comuna de Pozo Almonte. Los restos encontrados se han datado entre 12 800 y 11 700 años antes del presente, contraviniendo la mayoritaria Teoría del poblamiento americano tardío que fecha la llegada del hombre al nuevo mundo hace 12 500 años, con la cultura Clovis. Este sitio favorecería la postulación de la teoría del poblamiento temprano de Sudamérica, que tiene su prueba más sólida en el yacimiento de Monte Verde en la Región de Los Lagos, Chile.

## Descripción
Los yacimientos exhiben principalmente lascas, desechos de talla bifacial y bifaces en distintas etapas de manufactura. Entre estos últimos destacan varias puntas de proyectil características del Arcaico Temprano. Adicionalmente, se registran algunos fragmentos de artefactos de molienda sobre materias primas locales, caracterizados por una superficie relativamente cóncava y bordes pulidos. Asociados a algunos eventos de talla, destaca la presencia de minúsculas astillas de hueso de fauna mayor.